# ボートピア川崎
ボートピア川崎（ボートピアかわさき）は、宮城県柴田郡川崎町にあるボートレースの場外発売場である。

## 概要
1998年3月にオープンした。ボートレース蒲郡とボートレース常滑を中心として、主にSG・全国のGIおよびナイターレースなどの場外発売している。2008年からは4場48レース、現在最大10場120レースの場外発売をしている。

## アクセス
鉄道駅から離れた場所に位置するため来場は自動車となる。
- 国立みちのく杜の湖畔公園より無料送迎バスあり
- 東北自動車道村田ICから宮城県道14号亘理大河原川崎線経由で約10分
- 山形自動車道宮城川崎ICから宮城県道14号亘理大河原川崎線経由で約5分